# Alberto Mozzati
Alberto Mozzati (Zerbolò, 13 maggio 1917 – Milano, 12 luglio 1982) è stato un pianista e docente italiano.

## Biografia
All'età di tre anni Alberto Mozzati perse la vista a causa di un grave incidente con la calce viva. Tuttavia ciò non gli impedì di dedicarsi allo studio del pianoforte presso l'Istituto dei Ciechi di Milano, dove ebbe come insegnante il celebre Maestro Emilio Schieppati.
Conseguì il diploma a pieni voti presso il prestigioso Conservatorio Giuseppe Verdi (Milano) nel 1934.
Da quel momento, iniziò un'intensa attività concertistica in tutta Europa. Tra le esibizioni più note si annoverano quelle alla Wigmore Hall di Londra e alla Musikverain di Vienna. La carriera di Alberto Mozzati non si limitò alla sola attività concertistica: egli infatti si dedicò con all'insegnamento, formando una vera e propria scuola pianistica di grande valore. Oltre all'insegnamento presso l'Istituto dei Ciechi di Milano, il Maestro fu docente anche presso il Conservatorio di Milano ed il Conservatorio di Parma, nonché ai corsi di perfezionamento pianistici presso Sitges (Barcellona).

## Riconoscimenti
Nel 1994 gli fu intitolata l’Accademia di musica fondata a Mezzago.

## Pubblicazioni
- Collage musicale, "Dieci pezzi per piccoli pianisti", Ed. Berben.
- Esercizi di tecnica pianistica, Ed Ricordi.
- Dipositive musicali, Ed Ricordi.

## Discografia
- A Chopin Recital, Audio Fidelity, 1967
- Diapositive Musicali, Super Oscar, 1974
- Robert Schumann, Nürnberger Symphoniker, Othmar F. M. Mága, Alberto Mozzati - Sinfonia N.1 Op. 38 - Studi Sinfonici, Fabbri Editori, 1979
- Chopin, Estudios y Preludios, Servicios Editoriales Viscontea Disco Nº 29, 1983
- Alberto Mozzati Interpreta Chopin E Schumann, Associazione Musicale Alberto Mozzati, 1983
- Alberto Mozzati, Frédéric Chopin - Scherzi - Studi - Berceuse - Polacca In la Bemolle - Fantasie Impromptu, Nuova Accademia Disco,
- Pagine Immortali Per Pianoforte, Ricordi
- Per Elisa, Dischi Ricordi S.p.A.,
- Nicolas Orloff, Frédéric Chopin, Alberto Mozzati - La Biografia e le Più Belle Musiche,  Nuova Accademia Disco
- I Bis Di Alberto Mozzati, Carisch, 1972
- Alberto Colombo, Luciano Giarbella, Alberto Mozzati, Luciano Bertolini, Frédéric Chopin - Polonesas, Nocturno, Estudios, Masurkas, Los Grandes Maestros De La Música Clásica, 1978
- Pianista Alberto Mozzati - Studi E Preludi, Fabbri Editori, 1979